# Udemy
Udemy est un site internet de formation en ligne à destination des adultes et des étudiants. Il est en ligne depuis mai 2010. En janvier 2020, le site compte plus de 50 millions d'étudiants et 57 000 cours en 65 langues.
À son lancement, le site proposait des cours classiques ainsi que des cours plus excentriques tels que des cours de séduction ou des cours pour gagner de l'argent au poker. En 2015, l'entreprise est critiquée pour sa passivité face à la présence de cours volés et utilisés par les formateurs d'Udemy. En 2017, l'entreprise s'attaque au marché français.
L'entreprise est basée à San Francisco. Elle a bénéficié du fonds d'investissement 500 Startups.